# Sauvagney
Sauvagney település Franciaországban, Doubs megyében. Lakosainak száma 194 fő (2022. január 1.). Sauvagney Chambornay-lès-Pin, Cussey-sur-l’Ognon, Moncley, Vregille és Les Auxons községekkel határos.

## Népesség
A település népessége az elmúlt években az alábbi módon változott:
| Lakosok száma | 98   | 119  | 148  | 154  | 164  | 178  | 185  | 187  | 188  | 194  |
|               | 1968 | 1982 | 1990 | 2006 | 2013 | 2015 | 2017 | 2019 | 2020 | 2022 |